# Unidade de Industrialização do Xisto
A Unidade de Industrialização do Xisto (SIX) é uma refinaria localizada no município de São Mateus do Sul, no estado de Paraná, que pertencia à Petrobras, com capacidade instalada para 7.800 toneladas/dia de xisto.
A unidade é referência mundial em pesquisa, exploração e processamento de xisto, tendo desenvolvido o processo denominado Petrosix para extração de querogênio do xisto. Funciona como campo de prova de pesquisas desenvolvidas no Cenpes e em universidade para a área de refino.
A decisão de instalar, em São Mateus do Sul, uma usina protótipo para transformação de xisto foi tomada em 1960, sendo que somente em 1972 a unidade entrou em operação.
Seus principais produtos: gás de xisto, GLP, nafta de xisto, enxofre e insumos para produção de asfaltos.

## Privatização
Em janeiro de 2021, foi constituída a subsidiária Paraná Xisto S.A. para deter para deter a Unidade de Industrialização do Xisto (SIX), como forma de possibilitar a privatização da refinaria.
Em novembro de 2022, foi concluída da venda da unidade para a Forbes Resources Brazil Holding S.A. (F&M Brazil), sociedade detida pela empresa canadense Forbes & Manhattan Resources Inc. pelo valor de US$ 41,6 milhões.
Foi estabelecido que Petrobras continuaria apoiando a F&M Brazil nas operações da SIX durante um período de até 15 meses, sob um acordo de prestação de serviços, a fim de evitar qualquer interrupção operacional. 
Em julho de 2023 a deputada federal Gleisi Hoffmann (PT) e a deputada estadual Ana Júlia (PT-PR) pediram na Justiça a anulação da privatização da SIX acusando o comprador, o banco canadense Forbes & Manhattan, de não ter pago os valores acordados em contrato.